# Cetoconcha galatheae
Cetoconcha galatheae is een tweekleppigensoort uit de familie van de Cetoconchidae. De wetenschappelijke naam van de soort is voor het eerst geldig gepubliceerd in 1970 door Knudsen.